# ドブレ・カラ
『ダブル・カラ』（タガログ語: Doble Kara）は、フィリピンのテレビドラマ。ABS-CBNで2015年8月24日から2017年2月10日まで放送された。

## 登場人物
カラ・デラ・ローザ・アコスタ / サラ・スアレス・リガヤ
演：ジュリア・モンテス (本渡楓)
ラウラ・ヒポリト・スアレス
演：マイリン・ディゾン (倉持明日香)
イシュマエル・スアレス
演：アリエル・リベラ
ルシール・アコスタ・デラ・ローザ
演：カルミナ・ビジャロエル
セバスチャン「セブ」アコスタ
演：サム・ミルビー
パシト「イトーイ」デルガド
演：ジョン・ラパス
アレクサンドラ「アレックス」アコスタ・ヘルナンデス
演：マクセン・マガロナ
エドワード・リガヤ
演：エドガー・アラン・グズマン
バンジョー・マンリケ
演：レイバー・クルーズ